# エイドリアン・ルマンテ
エイドリアン・ルマンテ（Adrian R'Mante、1978年2月3日 - ）は、アメリカ合衆国の俳優。フロリダ州出身。

## 出演作品
- アンダーグラウンド
- CSI:ニューヨーク4
- CSI:科学捜査班7
- スイート・ライフ（エステバン）